# 52号加利福尼亚州州道
52号加利福尼亚州州道（英語：California State Route 52, SR 52）是位于圣迭戈县的一条东西方向的州级公路。该公路从拉霍亚附近的5号州际公路分出，终到67号加利福尼亚州州道，中途有交流道连接805号州际公路、163号加利福尼亚州州道、15号州际公路、125号加利福尼亚州州道。全长17.222英里。